# Burmoniscus acutitelson
Burmoniscus acutitelson är en kräftdjursart som först beskrevs av Franco Ferrara och Stefano Taiti 1983.  Burmoniscus acutitelson ingår i släktet Burmoniscus och familjen Philosciidae. Inga underarter finns listade i Catalogue of Life.